# Jersey (indumento)
Il Jersey è una maglietta a maniche lunghe, che si indossa sopra la canottiera (o il torso nudo) e sotto il maglione, spesso realizzata in tessuto Jersey o in cotone.
Sebbene inizialmente la Jersey fosse solo la maglietta realizzata in tale tessuto, il termine attualmente indica tutte le maglie a maniche lunghe.

## Storia
La prima attrice a far entrare nella moda le magliette Jersey fu Lillie Langtry.